# Малёваник, Михаил Михайлович
Михаи́л Миха́йлович Малёваник (род. 14 августа 1935, село Горонда, Чехословацкая Республика, теперь Мукачевского района Закарпатской области) — советский партийный деятель, председатель Закарпатского облисполкома. Депутат Верховного Совета УССР 11-го созыва.

## Биография
С 1958 — мастер по ремонту оборудования, приемщик электровозов локомотивного депо станции Мукачево; помощник машиниста электровоза; старший инженер по энергетической части Ужгородского отделения Львовской железной дороги.
В 1962 году стал членом КПСС.
Окончил Днепропетровский институт инженеров железнодорожного транспорта имени Калинина.
До 1974 года работал инструктором Ужгородского городского комитета КПУ; заместителем начальника технического контроля и начальником цеха Ужгородского машиностроительного завода; был секретарем партийного комитета Ужгородского машиностроительного завода.
В 1974—1980 г. — заведующий промышленно-транспортным отделом Закарпатского областного комитета КПУ.
В 1981 году окончил Академию общественных наук при ЦК КПСС
В 1980 — декабре 1984 г. — заместитель председателя исполнительного комитета Закарпатского областного совета народных депутатов, председатель областной плановой комиссии.
В декабре 1984 — апреле 1990 г. — председатель исполнительного комитета Закарпатского областного совета народных депутатов.
В 1990—1991 г. — председатель Закарпатского областного комитета народного контроля. Потом работал в коммерческих структурах.